# Wicked: Phần 2
Wicked: Phần 2 (tiếng Anh: Wicked: For Good) là phim ca nhạc kỳ ảo, viễn tưởng Mỹ sắp ra mắt của đạo diễn Jon M. Chu. Đây là tập tiếp theo của Wicked năm 2024, cả hai là tác phẩm chuyển thể từ vở nhạc kịch cùng tên của Stephen Schwartz và Winnie Holzman, dựa trên tiểu thuyết cùng tên năm 1995 của Gregory Maguire. Biên kịch phim là Winnie Holzman và Dana Fox. Phim có sự tham gia của Cynthia Erivo, Ariana Grande, cùng với Jonathan Bailey, Ethan Slater, Bowen Yang, Marissa Bode, Peter Dinklage, Michelle Yeoh và Jeff Goldblum.
Sau khi sản xuất vở nhạc kịch Wicked, năm 2012, Universal Pictures và nhà sản xuất Marc Platt cho biết sẽ thực hiện một bản chuyển thể điện ảnh. Tuy nhiên dự án đã gặp nhiều trì hoãn cũng như chịu ảnh hưởng của đại dịch COVID-19. Tới năm 2021, Chu, Erivo và Grande tham gia phim với các vai trò đạo diễn và diễn viên. Phim cũng được quyết định chia ra hai tập để thể hiện trọn vẹn cốt truyện. Giai đoạn ghi hình chính bắt đầu từ tháng 12 năm 2022 tại Anh, sau đó tạm dừng vào tháng 7 năm 2023 do cuộc đình công ở Hollywood, cuối cùng hoàn tất vào tháng 1 năm 2024.
Wicked Part Two dự kiến sẽ được Universal Pictures phát hành tại Hoa Kỳ vào ngày 21 tháng 11 năm 2025.

## Phân vai
- Cynthia Erivo vai Elphaba Thropp, cô gái trẻ có làn da xanh kỳ lạ, giờ trở thành phù thuỷ Wicked Witch of the West[5][6]
- Ariana Grande vai Galinda "Glinda" Upland, cô gái trẻ nổi tiếng khắp xứ Oz, là cô tiên Glinda the Good[5][6]
- Jonathan Bailey vai Fiyero Tigelaar[7]
- Michelle Yeoh vai Madame Morrible [8]
- Jeff Goldblum vai the Wonderful Wizard of Oz[9]
- Ethan Slater vai Boq Woodsman[10][6]
- Marissa Bode vai Nessarose Thropp[11]
- Peter Dinklage vai Doctor Dillamond[12]
- Bowen Yang vai Pfannee[11]
- Bronwyn James vai ShenShen[11]